# Техногенні родовища України
Техногенні родовища України

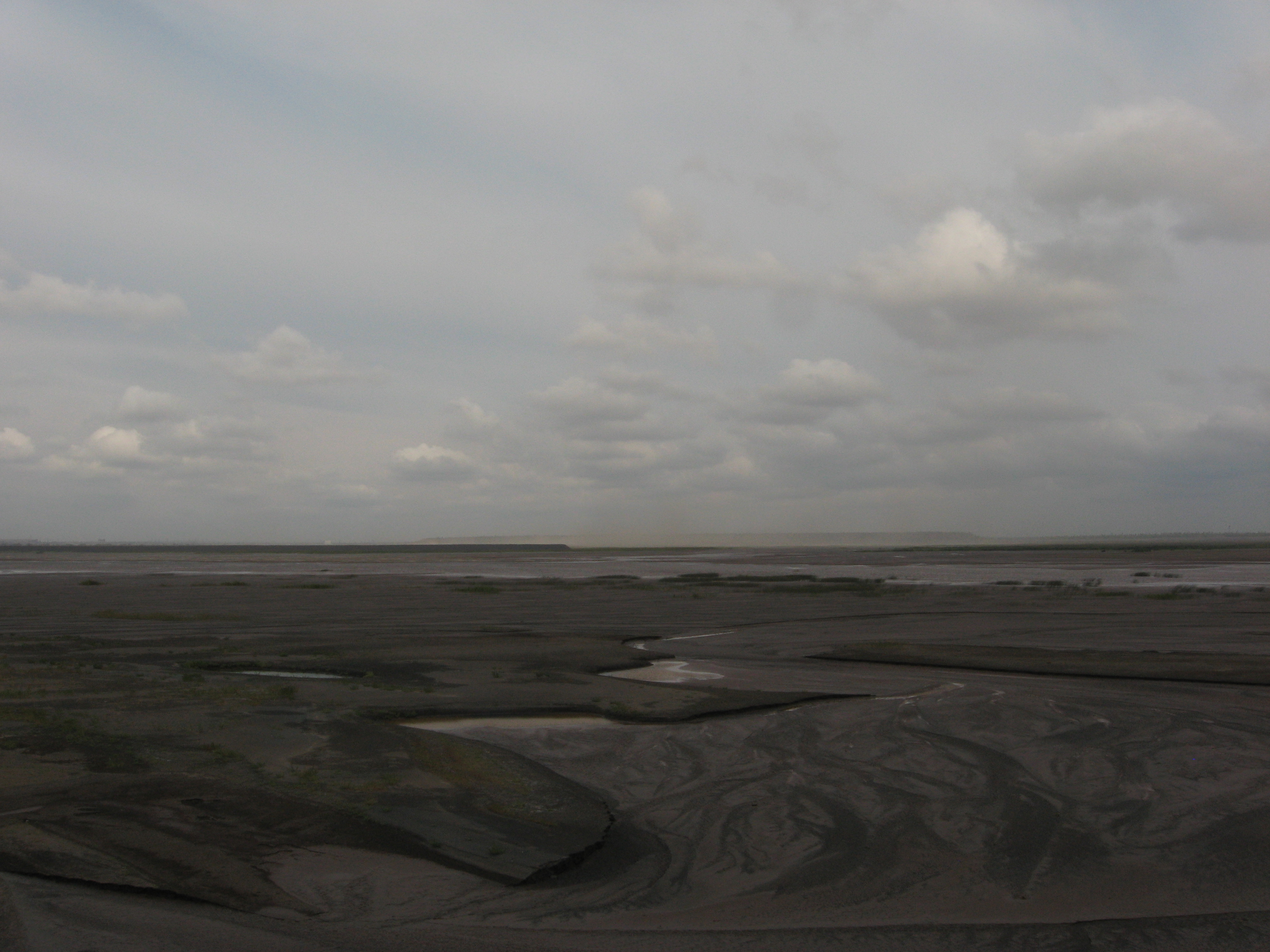
Хвостосховище поблизу селища Авангард, поруч з м. Кривий Ріг

На території України техногенні родовища утворені внаслідок діяльності кольорової металургії, чорної металургії, хімічної промисловості, оборонної промисловості, енергетичної промисловості та інш. Пошуково-прогнозні роботи українського підприємства «Геопрогноз» показують, що навіть за рахунок розробки невеликої частини вітчизняних техногенних родовищ (бл. 10%) Україна може задовольнити свої потреби в Sc, Ga, Y, Ta, Nb, Hg, Cs — на сотні та десятки років, а в Pb, Zn, Cu, V, Zr, Au, Ag, Li — на 10-25 % щороку.

## Основні техногенні родовища України
| Відомості щодо розподілу техногенних родовищ та їх вмісткості | Відомості щодо розподілу техногенних родовищ та їх вмісткості | Відомості щодо розподілу техногенних родовищ та їх вмісткості | Відомості щодо розподілу техногенних родовищ та їх вмісткості | Відомості щодо розподілу техногенних родовищ та їх вмісткості | Відомості щодо розподілу техногенних родовищ та їх вмісткості | Відомості щодо розподілу техногенних родовищ та їх вмісткості | Відомості щодо розподілу техногенних родовищ та їх вмісткості | Відомості щодо розподілу техногенних родовищ та їх вмісткості | Відомості щодо розподілу техногенних родовищ та їх вмісткості | Відомості щодо розподілу техногенних родовищ та їх вмісткості | Відомості щодо розподілу техногенних родовищ та їх вмісткості | Відомості щодо розподілу техногенних родовищ та їх вмісткості |
| №                                                             | Області                                                       | Кількість об'єктів техногенних накопичень                     | Розподіл відходів промислових виробництв (тисяч, м3)          | Розподіл відходів промислових виробництв (тисяч, м3)          | Розподіл відходів промислових виробництв (тисяч, м3)          | Розподіл відходів промислових виробництв (тисяч, м3)          | Розподіл відходів промислових виробництв (тисяч, м3)          | Розподіл відходів промислових виробництв (тисяч, м3)          | Розподіл відходів промислових виробництв (тисяч, м3)          | Розподіл відходів промислових виробництв (тисяч, м3)          | Розподіл відходів промислових виробництв (тисяч, м3)          | Розподіл відходів промислових виробництв (тисяч, м3)          |
| №                                                             | Області                                                       | Кількість об'єктів техногенних накопичень                     | Шахтні породи                                                 | Розкривні породи                                              | Відходи                                                       | Золошлакові відходи                                           | Металургійні шлаки                                            | Кам'яний відсів                                               | Карбонатний відсів                                            | Фосфогіпс                                                     | Ртутні недогарки                                              | Дефекат                                                       |
| ------------------------------------------------------------- | ------------------------------------------------------------- | ------------------------------------------------------------- | ------------------------------------------------------------- | ------------------------------------------------------------- | ------------------------------------------------------------- | ------------------------------------------------------------- | ------------------------------------------------------------- | ------------------------------------------------------------- | ------------------------------------------------------------- | ------------------------------------------------------------- | ------------------------------------------------------------- | ------------------------------------------------------------- |
| 1                                                             | Волинська                                                     | 24                                                            | 20082                                                         | 86,8                                                          | 2030                                                          | 18840                                                         | -                                                             | -                                                             | -                                                             | 17161                                                         | -                                                             | -                                                             |
| 2                                                             | Дніпропетровська                                              | 86                                                            | 43901                                                         | 2310                                                          | 2093215                                                       | 54813                                                         | 31576                                                         | 28                                                            | -                                                             | -                                                             | -                                                             |                                                               |
| 3                                                             | Донецька                                                      | 96                                                            | 891254                                                        | 439701                                                        | 418510                                                        | 141012                                                        | 46846                                                         | 101014                                                        | 99482                                                         | -                                                             | - 2656                                                        | -                                                             |
| 4                                                             | Луганська                                                     | 50                                                            | 537338                                                        | 8972                                                          | 376338                                                        | 4666                                                          | 9760                                                          | 8519                                                          | 7353                                                          | -                                                             | -                                                             | -                                                             |
| 5                                                             | Львівська                                                     | 56                                                            | 24857                                                         | 73378                                                         | 44266                                                         | 14985                                                         | -                                                             | -                                                             | -                                                             | 1800                                                          | -                                                             | 536                                                           |
| 6                                                             | По Україні в цілому                                           | 1307                                                          | 1523170                                                       | 653719                                                        | 3059479                                                       | 305822                                                        | 100774                                                        | 110887                                                        | 110405                                                        | 36411                                                         | 2688                                                          | 18954                                                         |

Вміст корисних компонентів у техногенних родовищах на прикладі Дніпропетровської області:
- породні відвали вугільної промисловості: вугілля — 10%, Ge — 55 г/т; Ga — 100 г/т; Sc — 20 г/т; Fe2O3 — 15%; Al2O3 — 15%;
- породні відвали гірничорудної промисловості: Fe2O3 — 10%;
- хвостосховища залізних рудників: Fe2O3 — 12%; Ag — 3 г/т; Au — 1 г/т; V — 140 г/т; W — 5 г/т; Ge — 10 г/т;
- хвостосховища уранових рудників: U — 0,017–0,023%;
- хвостосховища марганцевих рудників: MnO — 15%; Fe2O3 — 5,3%; Al2O3 — 8%;
- хвости збагачення вугілля: фракції вугілля 15–20%;
- золошлакові відвали: Al2O3 — 22,2%; Fe2O3 — 11,5%; TiO2 — 1,08%; Cr — 0,001%; V — 0,03%; Sc — 0,003%; Zr — 0,01%;

- відвали металургійного шламу: FeO — 14%; Al2O3 — 7%; Cr2O3 — 1,5%; MnO — 0,9%; TiO2 — 0,4%.